# Duńskie imperium kolonialne

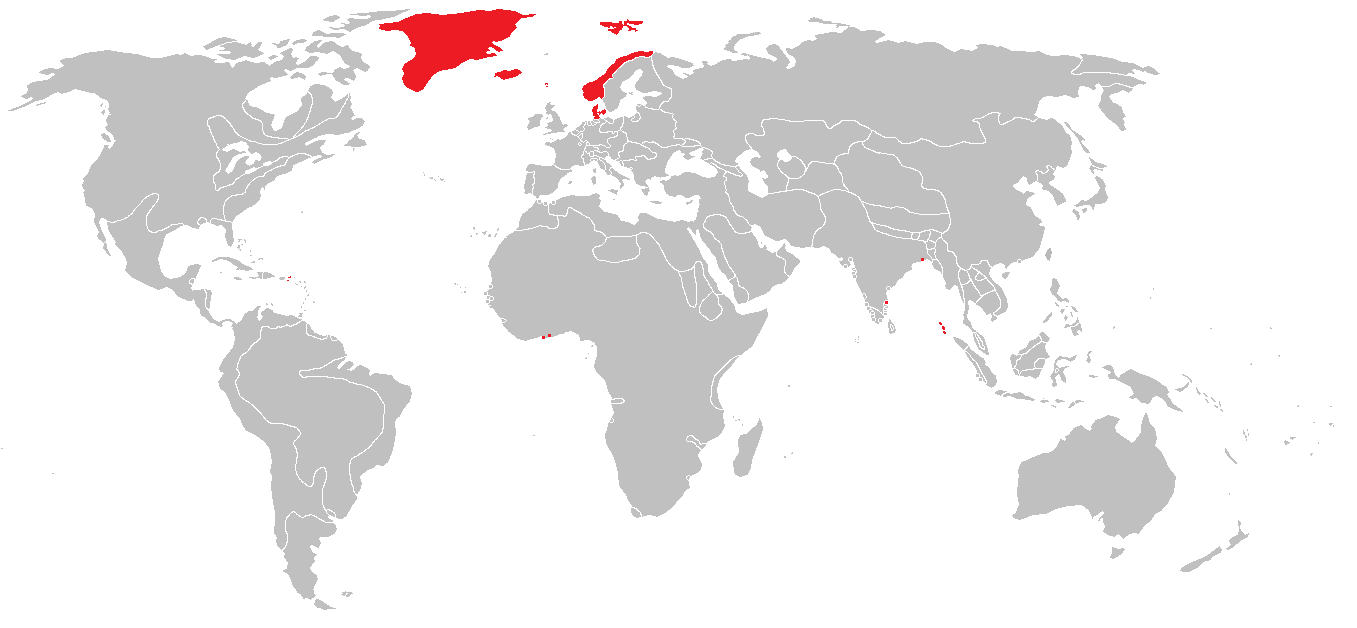
Królestwo Danii i Norwegii ze swoimi koloniami w 1800

Duńskie imperium kolonialne – istniejące w XVI do XX wieku imperium kolonialne, w skład którego wchodziły należące do Danii kolonie w Europie, Ameryce Północnej, Karaibach, Azji i Afryce. Pierwsze kolonie zostały „nabyte” przez Duńczyków jako obszary zamorskie Norwegii wraz z zawarciem z nią unii. Kolejne posiadłości były już czysto duńskimi osiągnięciami.

## Posiadłości norweskie

### Wyspy Owcze
Wyspy Owcze od 1035 wchodziły w skład Norwegii, a kolonizowane przez Normanów były już od VIII w. W 1536, Norwegia została – wraz z jej koloniami – podporządkowana Danii (przeszły pod jej nieoficjalny zarząd w ramach unii). W 1814 Dania na mocy traktatu kilońskiego utraciła Norwegię, ale zachowała Wyspy Owcze jako swoją kolonię. Status kolonii Wyspy Owcze utrzymały aż do 1948 (w latach 1940–1945 były pod kontrolą armii brytyjskiej), kiedy to Dania przyznała Wyspom autonomię.

### Islandia
Podobnie wyglądały wydarzenia na Islandii (posiadłość norweska od 1262). W XIX w. Islandczycy jednak zaczęli domagać się niepodległości i w latach 1874 i 1904 uzyskiwali stopniowo autonomię. W 1918 Islandia stała się niepodległa, ale jednocześnie głową państwa pozostawał król Danii. W 1940 III Rzesza opanowała Danię i Islandia utraciła ostatecznie wszelkie związki z dworem kopenhaskim. Potwierdzenie tego stanu rzeczy miało miejsce dnia 17 czerwca 1944, gdy Islandia przekształciła się w republikę.

### Grenlandia
Nieco tylko odmiennie wyglądała sytuacja na Grenlandii. Od X w. wyspa pozostawała pod luźnym zwierzchnictwem Norwegii, ale kontakty stopniowo zrywano i w XV w. wymarli ostatni skandynawscy osadnicy. Podobnie jak nad innymi norweskimi posiadłościami zamorskimi, Dania utrzymywała swoje zwierzchnictwo nad wyspą (również nie utrzymując z nią żadnych kontaktów) od 1536. Dopiero w 1721 założono nową osadę i zaczęto drugą kolonizację. Także w 1814 Dania utrzymała Grenlandię na mocy traktatu z Kilonii. W początkach XX w. Grenlandia otrzymała niewielką wewnętrzną autonomię (nie posiadające większych kompetencji dwa parlamenty). Po 1940 wpływy Danii znacznie osłabły i zostały częściowo zastąpione przez kontakty gospodarcze z USA i Kanadą. Od lat 50. wzrasta nacjonalizm Inuitów i wyspa posiada coraz szerszą autonomię. W 1978 wyspa przestała być kolonią, a została samorządnym terytorium w ramach tzw. Rigsfællesskabet (forma Zjednoczonego Królestwa Danii).

## Indie Duńskie
Od XVII w. Duńczycy rozpoczęli ekspansję kolonialną na innych kontynentach. Ich pierwszą kolonią (nie odziedziczoną po Norwegii) został w 1620 indyjski Tranguebar. Stało się to w wyniku działań – założonej przez króla Chrystiana IV – Duńskiej Kompanii Wschodnioindyjskiej. Kolejnymi nabytkami w Indiach były miasto Serampore (założone w 1755 jako Frederiksnagore) oraz osady Achne i Pirapur – wszystkie w północno-wschodnich Indiach w pobliżu Kalkuty. Posiadłości na subkontynencie – z powodu niższej niż zakładano zyskowności (głównie handel herbatą) – sprzedano w 1845 Wielkiej Brytanii. 
W połowie lat 50. XVIII w. Duńczycy osiedlili się także na Nikobarach (Frederik Øerne, czyli Wyspy Fryderyka), którymi administrowano z Tranguebaru. Między 1778 a 1783 doszło do poważnego sporu o archipelag z Austrią, która próbowała przejąć te wyspy jako własną kolonię. Ostatecznie Nikobary pozostały własnością duńską do 16 października 1868, kiedy to sprzedano je Brytyjczykom.

## Karaiby (Duńskie Indie Zachodnie)
Na Karaibach Duńczycy pojawili się w 1666, gdy zajęli francuską wyspę Saint Thomas. Do 1733 Duńska Kompania Zachodnioindyjska zakupiła od Francji jeszcze sąsiednie wyspy, a w 1754 odsprzedała je królowi Fryderykowi V. W styczniu 1917 całe terytorium sprzedano Stanom Zjednoczonym Ameryki. Od tego czasu pozostają ich terytorium zależnym jako Wyspy Dziewicze Stanów Zjednoczonych.

## Duńskie Złote Wybrzeże
Na terenie Afryki, Duńczycy interesowali się jedynie tzw. Złotym Wybrzeżem, które obecnie jest częścią Ghany. Wzdłuż linii brzegowej wybudowano pomiędzy latami 60. XVII w. a 1787 kilka faktorii i fortów, które stały się podstawą Duńskiego Złotego Wybrzeża. Mimo znacznych zysków z niewolnictwa (handel z Karaibami) duńskie osadnictwo nie rozwinęło się jednak w Afryce, a w początku XIX w. koloniści musieli walczyć z buntami ludu Aszanti. W wyniku krwawych walk faktorie porzucono, a forty ostatecznie sprzedano w 1850 Wielkiej Brytanii.